# كارلوس مارتينيز (لاعب كرة قدم مواليد 1999)
كارلوس مارتينيز (بالإسبانية: Carlos Martínez)‏ هو لاعب كرة قدم كوستاريكي في مركز ظهير ‏، ولد في 30 مارس 1999 في Santa Ana, Costa Rica ‏ في كوستاريكا. لعب مع نادي يوبين.

## وصلات خارجية
- كارلوس مارتينيز على موقع قاعدة بيانات كرة القدم.إي يو (الإنجليزية)
- كارلوس مارتينيز على موقع بيانات كرة القدم. دي إي (الألمانية)
- كارلوس مارتينيز على موقع ناشيونال فوتبول تيمز (الإنجليزية)
- كارلوس مارتينيز على موقع Soccerbase.com (لاعب) (الإنجليزية)
- كارلوس مارتينيز على موقع Soccerway.com (الإنجليزية)
- كارلوس مارتينيز على موقع عالم كرة القدم.نت (الإنجليزية)